# クリスチャン・ファッシオ
クリスチャン・セバスチャン・ファッシオ（Cristian Sebastian Faccio、1983年1月11日 - ）は、ウルグアイのプロボクサー。サルト出身。

## 来歴
2004年12月4日、モンテビデオにてニコラス・ダリオ・ディアス戦でデビュー。
2006年3月31日、この試合がデビュー戦となったJorge Luis Infran相手に初の敗北を喫する。
2007年4月14日、Sergio Carlos Santillanが持つ南米スーパーフライ級王座に挑戦するが、6Rで初のKO負け。
2007年8月11日、Sergio Victor CarusoとWBCラテンアメリカバンタム級王座を争い、初のタイトルを獲得。
2008年6月12日、長谷川穂積が持つWBC世界バンタム級王座に挑戦。勝てばウルグアイ初の世界王者となっていたが、2RTKOで敗れ世界王座獲得はならなかった。

## 獲得タイトル
- WBCラテンアメリカバンタム級王座